# Francisco Gerometta
Francisco Joel Gerometta (Villa Ocampo, 1º settembre 1999) è un calciatore argentino, difensore dell'Unión (SF).

## Caratteristiche tecniche
È un terzino destro.

## Carriera
Cresciuto nel settore giovanile dell'Unión (SF), debutta in prima squadra il 10 febbraio 2020 in occasione dell'incontro di Primera División perso 2-1 contro il River Plate.

## Statistiche

### Presenze e reti nei club
Statistiche aggiornate al 31 luglio 2021.
| Stagione        | Squadra         | Campionato      | Campionato | Campionato | Coppe nazionali | Coppe nazionali | Coppe nazionali | Coppe continentali | Coppe continentali | Coppe continentali | Altre coppe | Altre coppe | Altre coppe | Totale | Totale |
| Stagione        | Squadra         | Comp            | Pres       | Reti       | Comp            | Pres            | Reti            | Comp               | Pres               | Reti               | Comp        | Pres        | Reti        | Pres   | Reti   |
| --------------- | --------------- | --------------- | ---------- | ---------- | --------------- | --------------- | --------------- | ------------------ | ------------------ | ------------------ | ----------- | ----------- | ----------- | ------ | ------ |
| 2019-2020       | Unión (SF)      | PD              | 1          | 0          | CA              | 1               | 0               |                    | -                  | -                  |             | -           | -           | 2      | 0      |
| 2020            | Unión (SF)      |                 | -          | -          | CdL             | 4               | 0               | CS                 | 1                  | 0                  |             | -           | -           | 5      | 0      |
| 2021            | Unión (SF)      | PD              | 0          | 0          | CA+CdL          | 0+6             | 0               |                    | -                  | -                  |             | -           | -           | 6      | 0      |
| 2021            | Gimnasia (LP)   | PD              | 4          | 0          | CA              | 0               | 0               |                    | -                  | -                  |             | -           | -           | 4      | 0      |
| Totale carriera | Totale carriera | Totale carriera | 5          | 0          |                 | 11              | 0               |                    | 1                  | 0                  |             | -           | -           | 17     | 0      |